# Tata Sumo Grande
Tata Sumo Grande (с 2014 года Tata Movus) — индийский среднеразмерный внедорожник производства Tata Motors.

## Sumo Grande (2008—2010)
Производство автомобиля Tata Sumo Grande началось в 2008 году на базе шасси Tata Sumo и платформы Tata X2. Автомобиль производился британской компанией Concept Group International LTD, параллельно с Tata Xenon. По рейтингу автомобиль занимает последнее место относительно Tata Safari. Часть деталей позаимствовано у фирмы IAV India Private Ltd. Производство этой модели было завершено в 2010 году.

## Sumo Grande MK II (2010—2014)
Tata Sumo Grande MK II — рестайлинг предыдущего поколения. Серийное производство началось в 2010 году. Если к первому поколению Tata Sumo Grande относились критически, то второе поколение, с индексом MK II, получило более спокойные отзывы. Были полностью переработаны все детали. К внешним отличиям относятся обновлённая радиаторная решётка и светотехника. Интерьер салона сделан из дерева. Кожа на дверях была переработана. В 2011 году название Sumo перестало использоваться. Производство внедорожника второго поколения завершилось в 2014 году.

## Movus (2014—2016)
В 2014 году в связи с рестайлингом от названия Sumo Grande отказались в пользу Movus, чтобы избежать путаницы с первым поколением Tata Sumo, которое все еще находится в производстве, но характеристики автомобиля остаются неизменными. Изменения коснулись только внутренней отделки и цветовой гаммы кузова, которая была сокращена до белой и серебристой, в то время как оснащение было обеднено. Бамперы больше не были окрашены, а были сделаны из необработанного пластика, следовательно, цена была значительно снижена. Двигателем остается 2,2-литровый дизель Dicor common rail мощностью 120 лошадиных сил. Однако продажи были разочаровывающими, и в 2015 году было объявлено о прекращении производства, запланированном на 2016 год. Прямого преемника предложено не было, однако первое поколение Sumo (первоначально выпущенное в 1994 году) собрало часть наследства, постоянно обновляясь..

## Технические характеристики
| Особенности                             | Значения                             |
| --------------------------------------- | ------------------------------------ |
| Максимальная скорость                   | 140 км/ч (87 миль в час)             |
| Разгон от 0 до 100 км/ч (62 мили в час) | 17,6 с                               |
| Двигатель                               | DICOR                                |
| Объём                                   | 2179 см3                             |
| Мощность                                | 120 л. с. (88 кВт) при 4000 об/мин   |
| Крутящий момент                         | 250 Н*м (180 фунтов) при 1500 об/мин |
| Клапаны                                 | DOHC                                 |
| Количество и расположение цилиндров     | 4, рядное                            |
| Тип топлива                             | Дизельное                            |
| Система питания                         | Дизель                               |
| Минимальный радиус поворота             | 5,3 м                                |
| Колёсная база                           | 16 дюймов                            |
| Размер шин                              | 235/70 R 16 (без камеры)             |
| Клиренс                                 | 205 мм                               |